# St. Petri (Leubingen)

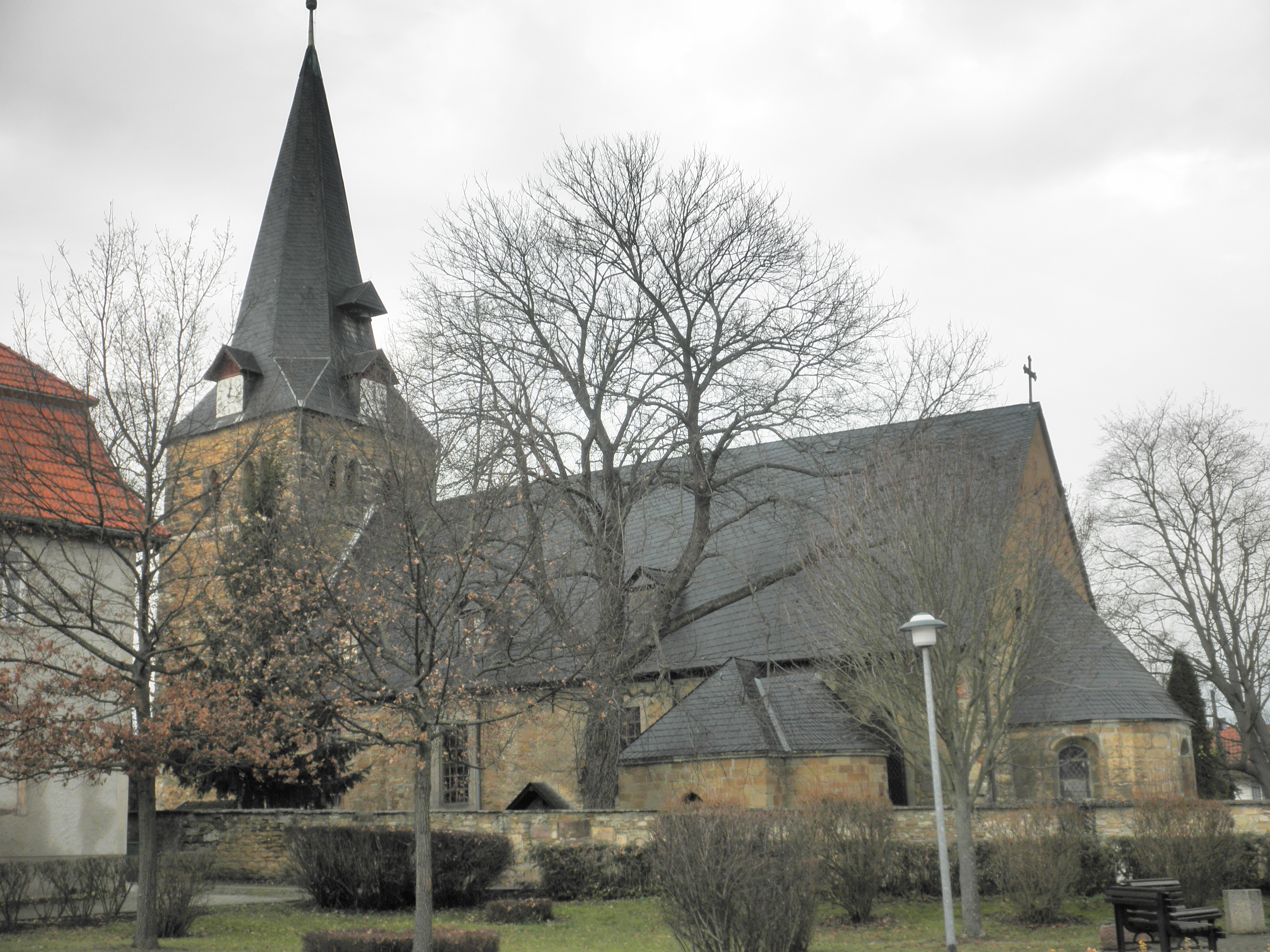
Die St. Petri-Kirche

Die Dorfkirche St. Petri steht im Ortsteil Leubingen der Stadt Sömmerda im Landkreis Sömmerda in Thüringen. Sie gehört zum Pfarrbereich Sömmerda im Kirchenkreis Eisleben-Sömmerda der Evangelischen Kirche in Mitteldeutschland.

## Geschichte
Die erstmals 1217 urkundlich nachgewiesene Kirche war Sitz eines Erzpriesters, der im Umkreis 17 Kirchen mit betreute.

## Bauwerk
Der Kirchturm ist 50 Meter hoch mit einem spitzen Helm. Der Chorraum besitzt eine Apsis. Im Raum steht ein Flügelaltar, der in den Jahren 1420–1430 gefertigt worden ist. Er stellt eine Marienkrönung dar. Heilige flankieren ihn. Der Chorraum besitzt eine Gruft. Das spätgotische Kruzifix  befindet sich über dem Triumphbogen. Im Kirchenschiff steht ein prächtig geschnitzter Altar.